# HMAS Harman
HMAS Harman ist eine nachrichtendienstliche und logistische Anlage der Royal Australian Navy (RAN). Sie befindet sich in der australischen Hauptstadt Canberra. Die Anlage wurde in den späten 1930er Jahren erbaut.
Koordinaten: 35° 20′ 47,3″ S, 149° 12′ 4,1″ O

## Geschichte
Die Anlage wurde am 20. April 1939 fertiggebaut und hat am 22. Dezember 1939 den Funkbetrieb aufgenommen.
Zusätzlich zur Aufgabe der Datenübertragung, übernimmt HMAS Harman Verwaltungs- und Logistische Aufgaben für das Navy Personal im Australian Capital Territory und im südlichen New South Wales. Die Anlage enthält zusätzlich ein Versorgungsdepot für die Australian Army und die Royal Australian Air Force.

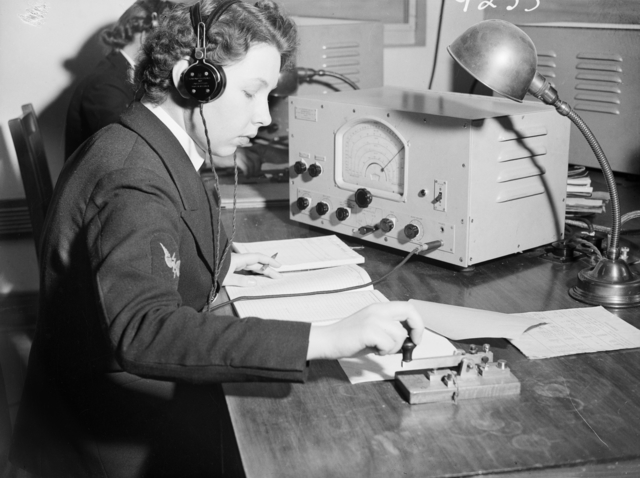
Ein Mitglied des Frauendienstes der Royal Australian Navy in der HMAS Harman im Jahr 1941. Harman war die erste Einheit, in der Frauen bei der RAN dienten.

Der Sydney Morning Herald benannte HMAS Harman als eine von vier Überwachungseinrichtungen in Australien neben Pine Gap, Shoal Bay und Geraldton/Kojarena, welche die Software XKeyscore benutzen, um Daten für die NSA zu sammeln.